# Maria Duval
Maria Duval, született Maria Carolina Gamba (Milánó, 1937. július 15. – Callas, 2021. október 15.) Franciaországban élő jósnő. Neve egy több országban szélhámosság miatt betiltott céghálózathoz kötődik, melynek tevékenységét a CNN ötrészes oknyomozó sorozatban leplezte le. A nemzetközi szervezet vásárolt adatbázisokkal kifejezetten a rászorulókat, nehézségekkel küszködőket és kispénzűeket célozza meg, személyre szabott leveleket küldve nekik, amelyekben a (Maria Duval nevét használó) feladó megalapozatlan ígéretekkel pénzt kér. A CNN szerint a céghálózat az elmúlt néhány évtized alatt legalább 200 milliós haszonra tett szert.
Maria Duval maga az Astroforce nevű vállalat tulajdonosa volt, annak 1997-es eladásáig. A vállalatot a hongkongi székhelyű Health Tips Ltd (mai nevén Harmonie Ltd) vette meg. Duval később a Nizza melletti Callas kisvárosában található Institute for Parapsychological Research elnöke lett.
Az Astroforce továbbra is használja Maria Duval nevét.[forrás?] A vállalat egy világszerte ismert csalás, szélhámosság keretében használja a jósnő nevét. Az Astroforce vállalat az általa szerzett címlistákat direkt marketing vállalatoknak adja el.[forrás?]
Az Astroforce eladása után Maria Duval a Destiny Research Center mellett kezdett dolgozni .[forrás?]

## A vállalatok működési elve
A fent említett vállalatok újságokban, magazinokban helyeznek el hirdetéseket és időnként személyesnek tűnő, de valójában "tömeggyártott" leveleket küldenek ki a megszerzett címekre. Az "áldozatok", akik válaszolnak ezekre a hirdetésekre vagy levelekre, még több személyre szabott levelet kapnak. Ezek a levelek is tömeggyártottak. Az egyen leveleket úgy írják meg, mintha maga Maria Duval írta volna, aki pénzért cserébe segítséget kínál.
Ezek a levelek például ilyen hamis állításokat tartalmaznak:
- 1. hamis állítás: pontos és bizonyítható jóslatok az elmúlt 23 évben legalább 2400 TV-műsorban és 8400 rádióműsorban
- 2. hamis állítás: a jósnő sikerei több mint 700 újságcikkben megjelentek
- 3. hamis állítás: a dollár árfolyama, valamint a tőzsdei index megjóslása, továbbá kiemelt főoldali újságcikkek
- 4. hamis állítás: a jósnő rendszeresen működik együtt orvosokkal és a rendőrséggel
- 5. hamis állítás: a jósnő telepátiásan több mint 20 eltűnt személyt beazonosított
- 6. hamis állítás: a világ minden tájáról járnak a jósnőhöz hírességek

A fenti állítások közül egy sem bizonyítható.
Az Egyesült Királyság hatóságai a fenti állításokra tett panaszokat jóváhagyták.
A levelek további 8-10 oldalon át folytatódnak. Duval a levélben azt állítja, hogy telepátiásan fontos és sürgős üzenetet kapott, kifejezetten a levél címzettjére vonatkozóan. A csillagok különleges együttállása (vagy valami ehhez hasonló) azt jelzi, hogy a levél címzettje életében fontos, új szakasz kezdődik. A levél szerint a levél címzettjének legfontosabb kívánságai most megvalósulhatnak, ám kizárólag Maria Duval segítségével.
A segítség abban rejlik, hogy Duval a levél címzettjének küld egy tárgyat, azt állítva, hogy különleges szertartásokat fog végezni, külön a levél címzettje érdekében. Az elküldött tárgy lehet egy különleges rezgésű "kristály", amely állítólag telepátiás kapcsolatot hoz létre; lehet egy pentagramma, amelyet a levél címzettje a párnája alá kell, hogy helyezzen; más esetekben egy kabala, amulett vagy talizmán, esetleg egy okkult titkokat tartalmazó könyv vagy egy titkos kézikönyv, amely a lelket mágneses vibrációval tölti fel. A levél címzettjét gyakran arra szólítják fel, hogy végezzen valamiféle szertartást egy időben azzal, amikor Duval is úgymond éppen szertartásait végzi. Ezekért a szolgáltatásokért a levél "akciós" árat kínál, amely az Egyesült Államokban nagyjából 50 dollár szolgáltatásonként.
A leveleket láthatóan professzionális marketingesek írták, akik számos jól ismert marketinges technikát alkalmaznak.

## Panaszok
Az Astroforce leveleivel kapcsolatos panaszoknak az Egyesült Királyság reklámetikai hatósága, az Advertising Standards Authority 1999 decemberében helyt adott. A vállalat hirdetéseivel kapcsolatos panaszoknak az Egyesült Királyság hatóságai 2000 márciusában helyt adtak.
Az Astroforce 2005-ben kénytelen volt felhagyni új zélandi hirdetéseivel, miután az ország fogyasztóvédelmi felügyelete panaszt tett.
2014-ben Duvalt az Egyesült Államok Szövetségi Bírósága előtt perelték be.

## Fordítás
- Ez a szócikk részben vagy egészben  a   Maria Duval című angol Wikipédia-szócikk ezen változatának fordításán alapul.  Az eredeti cikk szerkesztőit annak laptörténete sorolja fel. Ez a jelzés csupán a megfogalmazás eredetét és a szerzői jogokat jelzi, nem szolgál a cikkben szereplő információk forrásmegjelöléseként.